# Salbait
Salbait is een bestuurslaag in het regentschap Timor Tengah Selatan van de provincie Oost-Nusa Tenggara, Indonesië. Salbait telt 1452 inwoners (volkstelling 2010).